# Magnetische Formgedächtnislegierung

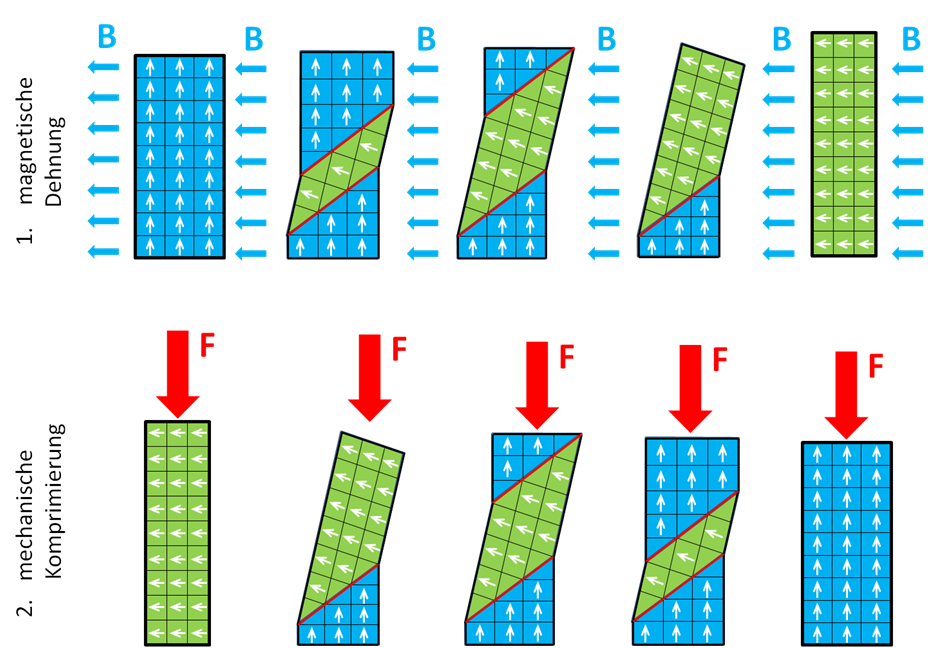
MSM-Prinzip: Quelle

Magnetische Formgedächtnislegierung (MFGL) (englisch FSMA – ferromagnetic shape memory alloys) sind spezielle Ausprägung der Formgedächtnislegierungen (FGL) (englisch shape memory alloy bzw. SMA), welche zusätzlich zum thermischen Formgedächtnis-Effekt auch noch eine wesentliche Formänderung aufgrund eines äußeren Magnetfeldes aufweisen.

## Einführung
Bei den MFGL handelt es sich um ferromagnetische Materialien, die Kraft und Bewegung unter moderaten Magnetfeldern erzeugen. Typischerweise sind dies meist einkristalline Legierungen aus Nickel, Mangan und Gallium, die in der Lage sind, 6 % Dehnung unter externen Lasten von mehr als 2 N/mm² zu erzeugen. Es können Frequenzen bis in den niedrigen Kilohertz-Bereich erreicht werden. Dies geschieht, wenn sich das Material in der ferromagnetischen martensitischen Phase aufgrund der Beweglichkeit der Zwillingsgrenzen im Atomgitter neu orientiert. Da die martensitische Struktur tetragonal ist, hat eine solche mikroskopische Orientierungsänderung auch eine makroskopische Längenänderung einer solchen Probe zur Folge. Diese Umorientierung kann durch äußere Kräfte geschehen (einfaches Drücken auf eine Achse) oder aufgrund der anisotropen Permeabilität (richtungsabhängige magnetische Leitfähigkeit) durch ein äußeres Magnetfeld. Diese Reaktion erfolgt dabei um ein bis zwei Größenordnungen schneller als bei den thermischen Formgedächtnislegierungen. Die am häufigsten untersuchte Legierung besteht i. A. aus etwa 50 % Nickel, 25 % Mangan und 25 % Gallium (Ni2MnGa).
Kommerziell verfügbare Materialien können in Abhängigkeit ihrer Struktur Dehnungen von 6 % ohne äußere Last bei Raumtemperatur realisieren. Während bei thermischen Formgedächtnislegierungen (TFGL) ein Phasenübergang zwischen Martensit und Austenit eine wichtige Rolle spielt, entsteht der magnetische Formgedächtniseffekt ausschließlich in der martensitischen Phase. Das Material weist eine innere Reibung auf, die mit der Beweglichkeit der Zwillingsgrenzen (daher auch sog. „Zwillingsspannung“) zusammenhängt. Dieser Umstand ermöglicht Aktoren, eine beliebige Position bzw. Dehnung ohne externe Energiezufuhr halten zu können.

## Legierungsentwicklung
Das am häufigsten untersuchte Legierungssystem sind Nickel-Mangan-Gallium-Legierungen, deren intensive wissenschaftliche Untersuchung und auch kommerzielle Nutzung Mitte der 1990er Jahre begann. Daneben werden auch andere Materialsysteme wie z. B. Eisen-Palladium Fe-Pd, Nickel-Eisen-Gallium Ni-Fe-Ga oder von Ni-Mn-Ga abgeleitete höherwertige Legierungen untersucht, denen insbesondere Eisen, Kobalt oder Kupfer beigemischt wird.
Eine wichtige Motivation für die Entwicklung veränderter Legierungen liegt darin, Materialien mit höheren Phasenübergang- und Curietemperaturen zu finden, aus denen sich die Maximaltemperatur ergibt, bei denen das Material eingesetzt werden kann. An einer modifizierten Ni-Mn-Ga-Legierung wurde bei 80 °C der magnetische Formgedächtniseffekt mit positiver Arbeitsausbeute nachgewiesen.

## Magnetische Anisotropie

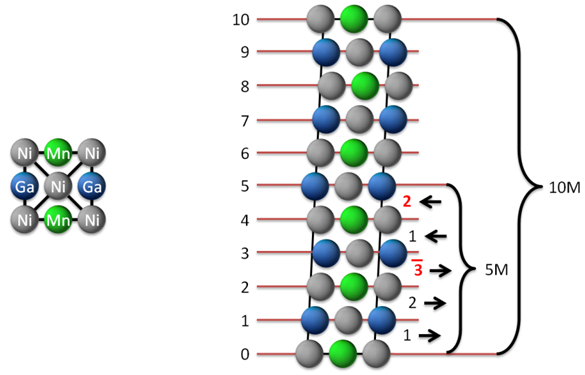
10M-Struktur

Damit der magnetische Formgedächtniseffekt auftritt, muss das Material eine hohe richtungsabhängige (anisotrope) magnetische Leitfähigkeit (Permeabilität) aufweisen. Die MFGL verfügen über eine sehr große magnetische Anisotropie, welche die Kraft beeinflussen, die ein solches Element generiert.

### Struktur
Die Gitterstruktur wird durch ein wiederkehrendes Muster (Modulation) in der Atomstruktur der Elementarzelle dieser Legierung beschrieben. Eine typische Gitterstruktur der Ni2MnGa-Legierungen weist eine 10-fach modulierte sogenannte 10M-Struktur auf, die auch als (3 ̅ 2)2 beschrieben wird. Diese Art der Modulation ermöglicht bei MFGL eine Längenänderung von ca. 6 %. Häufig wird die 10M-Struktur auch als 5M-Struktur bezeichnet, da eine periodische Struktur erreicht ist, wenn drei Atomebenen nach rechts und zwei nach links versetzt sind, also insgesamt 5 Ebenen. Aber die chemische Periodizität ist erst nach 10 Ebenen gegeben. Des Weiteren sind 7M- bzw. 14M-Strukturen bekannt, die zu einer Dehnung mehr als 10 % führen und sogenannte nicht-modulierte NM-Strukturen, mit denen eine Dehnung von bis 20 % möglich ist.